# Agatus (Toreut)
Agatus war ein antiker römischer Toreut (Metallbildner), der in flavischer Zeit in der zweiten Hälfte des 1. Jahrhunderts in Italien tätig war.
Agatus ist heute nur noch aufgrund eines Signaturstempels auf einer Kelle aus Bronze bekannt. Diese wurde in Sopron gefunden. Heute befindet sich das Stück dort im Soproni Múzeum.

## Einzelbelege
1. ↑  Inventarnummer 50.235.1; Richard Petrovszky: Studien zu römischen Bronzegefäßen mit Meisterstempeln. Leidorf, Buch am Erlbach 1993, S. 191, Nr. A.07.01.

| Personendaten    | Personendaten                              |
| ---------------- | ------------------------------------------ |
| NAME             | Agatus                                     |
| KURZBESCHREIBUNG | antiker römischer Toreut                   |
| GEBURTSDATUM     | 1. Jahrhundert v. Chr. oder 1. Jahrhundert |
| STERBEDATUM      | 1. Jahrhundert oder 2. Jahrhundert         |